# Café Procope

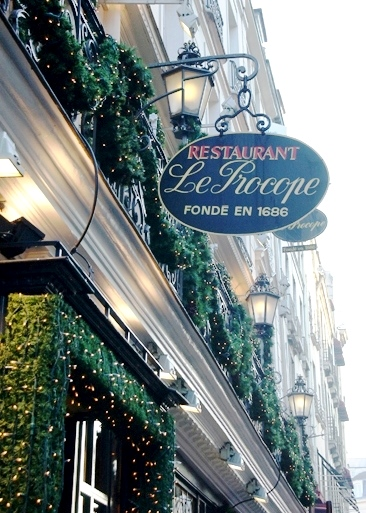
Café Le Procope

Il Café Le Procope è il primo caffè di Parigi, secondo molti anche il più antico caffè d'Europa. Ad oggi è ancora uno dei luoghi più noti di Parigi, sebbene sia stato trasformato in un ristorante.

## Storia
Vent'anni dopo l'introduzione nella corte francese di una bevanda nota come "caffè" da parte del sultano Maometto IV, Grégoire, un armeno, aprì un café in rue Mazarine, vicino alla Comédie-Française. Il locale traslocò quando la Comédie-Française si installò nella rue des Fossés-Saint-Germain, nel 1680. Situato di fronte al teatro, divenne luogo di ritrovo per gli attori e i personaggi che gravitavano attorno al mondo dello spettacolo.
Fu rilevato nel 1686 dal ristoratore siciliano Francesco Procopio dei Coltelli, emigrato a Parigi nella seconda metà del Seicento da Aci Trezza, paese a poca distanza da Catania, dopo una prima esperienza a Palermo, allora capitale del Regno di Sicilia. Il caffè prende il nome proprio da questo imprenditore.
Il locale divenne presto uno dei ritrovi preferiti dai letterati della città, facendo concorrenza al Café de la Place du Palais-Royal, fondato cinque anni prima del Procope e poi rinominato in Café de la Régence. A Francesco succedette il figlio.
Il Procope ebbe enorme successo grazie all'invenzione che rese famoso il suo fondatore, il sorbetto (antenato del gelato odierno). Presto dovette spostarsi in una sede più grande e adeguata, dove si trova tuttora (oggi è un ristorante), al 13 di rue de l'Ancienne Comédie.

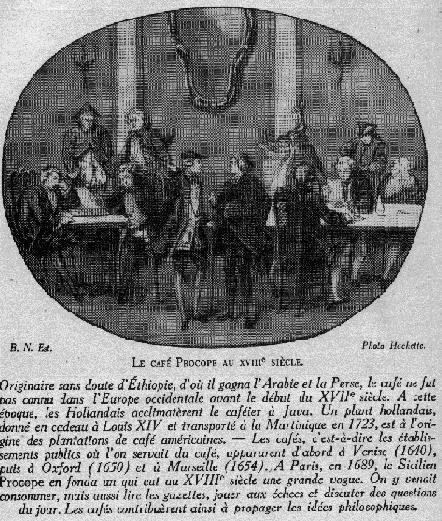
Stampa che ritrae il Café nel XVIII secolo

Quel Café offriva: acque gelate (la granita), gelati di frutta, fiori d'anice, fiori di cannella, frangipane, gelato al succo di limone, gelato al succo d'arancio, sorbetto di fragola, in base a una patente reale (una concessione) con cui Luigi XIV aveva dato a Procopio l'esclusiva di quei dolci. Il Procope diventò il più famoso luogo di ritrovo parigino.
Fu di gran moda nel Settecento e nell'Ottocento: fu frequentato, tra gli altri, da La Fontaine, Voltaire, Napoleone, Honoré de Balzac, Victor Hugo, George Sand, Paul Verlaine e Anatole France, come ricorda un'epigrafe sulla porta, ma anche da Robespierre, Danton e Jean-Paul Marat.
Nel XVIII secolo Voltaire e Rousseau erano degli habitué. La leggenda vuole che Diderot vi scrivesse alcuni articoli della celebre Encyclopédie e che Benjamin Franklin vi preparasse "il progetto di alleanza tra Luigi XVI e la neonata repubblica", come ricorda una targa commemorativa, e vi concepisse inoltre alcuni passaggi della futura costituzione degli Stati Uniti, nonostante sia improbabile che tale ipotesi corrisponda a verità.